# Рожна Долина
Рожна Долина (словен. Rožna Dolina, итал. Valdirose) је насељено место у општини Нова Горица, Горишка регија, Словенија.

## Историја
До територијалне реорганизације у Словенији била је у саставу старе општине Нова Горица.

## Становништво
У попису становништва из 2011. Рожна Долина је имала 1.118 становника.
| Број становника према пописима | Број становника према пописима | Број становника према пописима |
| ------------------------------ | ------------------------------ | ------------------------------ |
| 1991                           | 2002                           | 2011                           |
| 1.050                          | 1.091                          | 1.118                          |

Напомена: Године 2001. умањено за део насеља који је припојен насељу Локе. Године 2005. повећано за делове насеља Ајшевица и Локе, а смањено за део насеља који је припојен насељу Кромберк. Године 2006. умањено за део насеља који је припојен насељу Стара Гора.

## Галерија
- парк природе Гозд Пановец
- детаљ парка природе